# 艾尔斯莱本
艾尔斯莱本是德国萨克森-安哈尔特州的一个市镇。总面积55.60平方公里，总人口3897人，其中男性1942人，女性1955人（2011年12月31日），人口密度70人/平方公里。